# Zamek Roquebrune-Cap-Martin
Zamek Roquebrune-Cap-Martin – średniowieczny zamek położony w regionie Prowansja-Alpy-Lazurowe Wybrzeże, w departamencie Alpy Nadmorskie w południowej Francji. Pierwszy zamek zbudowany w X wieku i następnie przebudowany w XIII wieku.